# Applegate
Applegate – wieś w Stanach Zjednoczonych, w stanie Michigan, w hrabstwie Sanilac.